# Таваджи, Хиба
Хиба Мишель Таваджи (араб. هبة ميشال طوجي‎; 10 декабря 1987) — ливанская певица сопрано, актриса и режиссёр. Поет на арабском, английском и французском языках. Исполнила ведущие роли в мюзиклах Мансура и Уссамы Рахбани (Ливан), а также мюзикле Нотр-Дам де Пари (Франция). Полуфиналистка четвёртого сезона конкурса Голос (Франция).

## Биография
Хиба Таваджи родилась в Ашрафии (район Бейрута) и выросла в Элиссаре (ливанский регион Матн). С детства занималась музыкой, училась в школе «Бейрутский Атеней».
С 2002 по 2007 изучала вокал и сольфеджио в Школе искусств Гассан Яммин. Затем поступила в университет Святого Иосифа в Бейруте, где в 2010 получила бакалавриат по специальности «аудио-визуальные искусства и кинематография».
С 2007 года занимается техникой вокала и исполнительского искусства под руководством ливанского продюсера и композитора Уссамы Рахбани. Брала уроки вокала у ливанского певца и педагога Аби Раад и уроки оперного вокала у Галины Халдеевой.
В 2010 году обучалась в Нью-Йорке. С мая по июнь брала уроки вокала у обладательницы награды Эмми Гвен Конли, затем в течение трёх месяцев занималась в студии актёрского мастерства Стеллы Адлер.
В 2008 году Хиба Таваджи впервые вышла на сцену в мюзикле Мансура Рахбани 3awdat Al-Finiq (Возвращение Феникса). Впоследствии на музыкальных сценах арабских стран Хиба Таваджи исполнила ведущие партии в таких мюзиклах, как Moulouk El Tawaef (Катар, 2010 и Ливан, 2016) и Дон Кихот (2011).
В 2011 году вышел первый сольный альбом Хибы La Bidayi W La Nihayi. Альбом Ya Habibi вышел в 2014 году, Hiba Tawaji 30 — в 2017.
В 2015 году Хиба Таваджи приняла участие в четвёртом сезоне конкурса Голос (Франция), прошла в полуфинал и в итоге разделила 5-8 места. После участия в Голосе подписала контракт с компанией Mercury Records на выпуск альбома на французском языке.
В 2016 приняла предложение исполнить роль Эсмеральды в обновленной версии французского мюзикла Нотр-Дам де Пари. Премьера мюзикла состоялась в ноябре 2016 года в Париже, затем последовало турне по Франции и другим странам в течение 2017—2019 годов.
В качестве кинорежиссёра Хиба Таваджи сняла фильм The Rope, получивший несколько наград на кинофестивалях, в том числе награду за лучшую режиссуру на фестивале короткометражных фильмов в Бейруте Outbox International Short Film Festival. Также, она является автором нескольких собственных музыкальных клипов.
Замужем за Ибрагимом Маалуфом.

## Дискография
- 2009 — Sayf 840 «صيف 840»
- 2011 — Don Quixote (by Marwan, Ghadi & Oussama Rahbani)
- 2012 — La Bidayi Wala Nihayi «لا بداية ولا نهاية», (Oussama Rahbani feat. Hiba Tawaji)
- 2013 — The songs of la bidayi wala nihayi (the concert) with wadih abi raad (CD)
- 2013 — La bidayi wala nihayi full concert with wadih abi raad (DVD
- 2014 — Ya Habibi «يا حبيبي»
- 2015 — We love Disney, best of (2015)
- 2016 — CD — Hiba Tawaji concert at Byblos International Festival 2015
- 2016 — DVD — Hiba Tawaji concert at Byblos International Festival 2015
- 2017 -
  - Notre Dame De Paris 2017
  - Hiba Tawaji 30
  - Трек «Solidarité» на альбоме Матье Шедида Lamomali

## Фильмография (режиссёр)
- 2013 The rope (Al habla)
- 2014 — al rabih al arabi _ concept by Hiba Tawaji, Oussama Rahbani & Ghadi Rahbani
- 2012 — Helm, «حلم» — Directed by Hiba Tawaji | Produced, composed and orchestrated by Oussama Rahbani | Lyrics by Ghadi Rahbani | Taken from the album La Bidayi Wala Nihayi «لا بداية ولا نهاية»
- 2012 — Aal Bal Ya Watanna, «عالبال يا وطنّا» — Directed by Hiba Tawaji | Produced, composed and orchestrated by Oussama Rahbani) | Lyrics by Ghadi Rahbani | Taken from the musical play Don Quixote by Marwan, Ghadi and Oussama Rahbani
- 2013 _ ZAT EL LAFTI music video directed by Hiba Tawaji .
- 2013 _ LA TKELLI music video directed by Hiba Tawaji .
- 2015 _ vole, by hiba tawaji . cover directed by Hiba Tawaji .
- La Omri (2016) directed by Hiba Tawaji
- 2016- Bghannilak Ya Watani (بغنيلك يا وطني) Directed by Hiba Tawaji and produced by Oussama Rahbani

## Мюзиклы
- 2008—2009 — «عودة الفينيق» Возвращение Феникса (музыка: Уссама Рахбани),[7]
- 2009—2010 — «صيف 840» Лето 840 (музыка: Мансур Рахбани)[8]
- 2010/2016 — «ملوك الطوائف» Moulouk Al Tawaef (музыка: Мансур Рахбани)
- 2011 — Дон Кихот (музыка: Марван, Гади и Уссама Рахбани)[9]
- 2016/2017 — Нотр-Дам де Пари (музыка: Риккардо Коччанте)

## Участие в рекламе
- 2013: VEET
- 2014: VEET PURE
- 2016: SGBL bank Lebanon.

## Награды
- 2011 — Награда фестиваля BIAF (Beirut International Award Festival, Бейрут)[10]
- 2013 — Призы за режиссуру фильма The Rope:
  - Приз зрительского голосования, 7 международный студенческий кинофестиваль (Ливан)[11]
  - Приз за лучшее повествование, кинофестиваль ZUMEFF(Абу-Даби)[12]
  - Приз за лучшую режиссуру на фестивале короткометражных фильмов в Бейруте Outbox International Short Film Festival.